# Serghei Mihalkov
Serghei Vladimirovici Mihalkov (în rusă Сергей Владимирович Михалков; n. 28 februarie/13 martie 1913, Moscova, Imperiul Rus – d. 27 august 2009, Moscova, Rusia) a fost un poet și scriitor rus.
El a fost autorul a nenumărate poezii, povești și fabule pentru copii. Mihalkov a scris textul imnului sovietic. A îndeplinit funcții de conducere în ierarhia Uniunii Scriitorilor din U.R.S.S., ajungând președintele acesteia.
Serghei Mihalkov a fost tatăl regizorilor de film Andrei Mihalkov-Koncialovski și Nikita Mihalkov. 

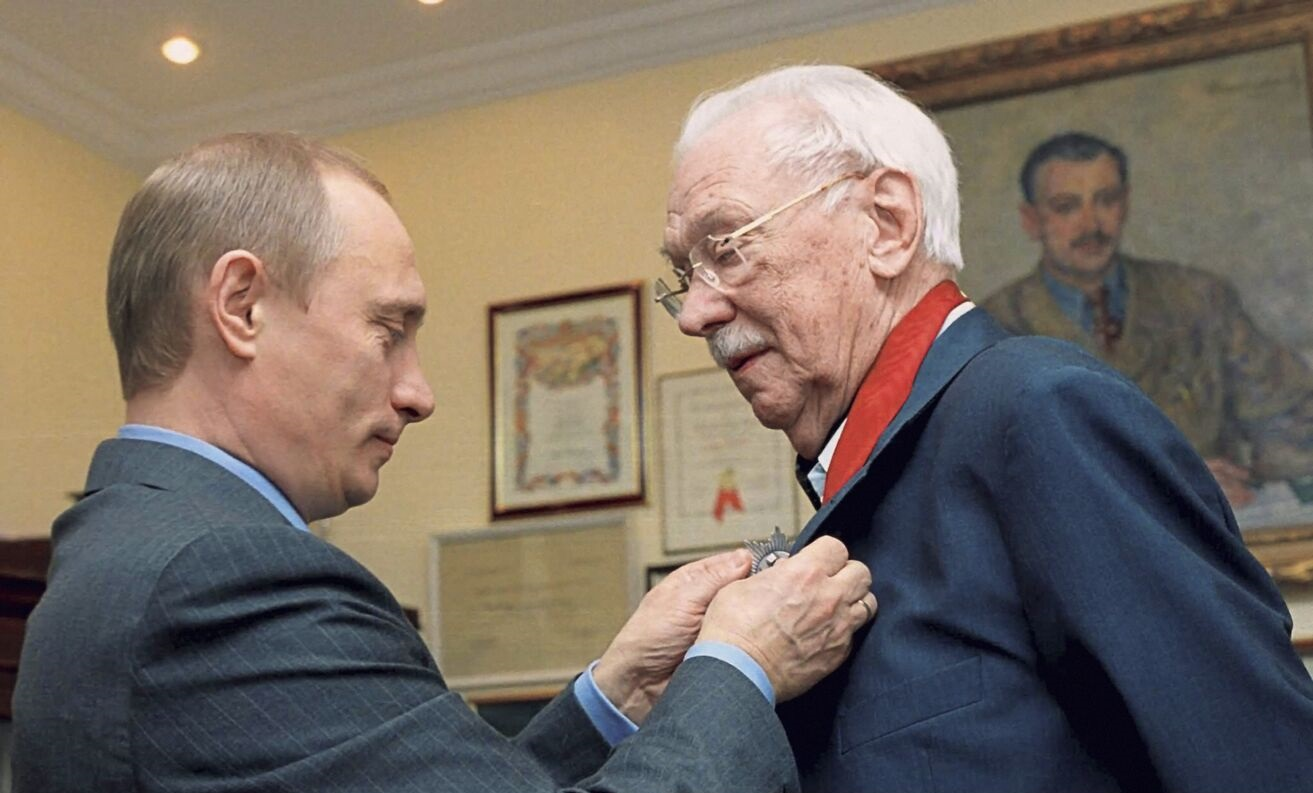
Vladimir Putin și Serghei Mihalkov,
13 martie 2003

## Scrieri
- 1935: A čto u vas ("Și ce mai e pe la voi?");
- 1936: Diadia Stiopa ("Unchiul Stiopa");
- 1946: Krasnîi galstuk ("Cravata roșie");
- 1957: Basni ("Fabule");
- 1957: Raki ("Racii");
- 1957: Sombrero;
- 1964: Zelionnîi kuznecik ("Greierul verde").